# Hajdúszoboszló
Hajdúszoboszló est une ville et une commune du comitat de Hajdú-Bihar en Hongrie. C'est une ville touristique, notamment grâce à ses thermes, dont la population peut quadrupler à la pleine saison.

## Jumelages
La ville de Hajdúszoboszló est jumelée avec :
- Bad Dürrheim (Allemagne) depuis le 16 aout 1989
- Târnăveni (Roumanie) depuis le 3 juin 1991
- Kežmarok (Slovaquie) depuis le 14 juillet 1994

La ville de Hajdúszoboszló a des partenariats avec :
- Lanškroun (Tchéquie) depuis le 18 octobre 2013
- Dzierżoniów (Pologne) depuis le 26 septembre 2015